# Giulio Martinez
Giulio Martinez (Napoli, 1870 – Firenze, 1957) è stato un ingegnere, imprenditore e dirigente d'azienda italiano.
A Giulio Martínez si deve l'intuizione di avere rilanciato le sorti di quella che poi successivamente divennero le Officine Galileo di Firenze.
Abile ingegnere, imprenditore e connesso con la nascente Regia Marina Militare investì nella tecnologia di fine '800 preparando la strada per primato italiano, per diversi anni, nell'ambito della tecnologia delle misure di precisione.
Ebbe un ruolo di grande importanza per la crescita dell'industria in Italia.

## La famiglia Martínez dalla Spagna all'Italia

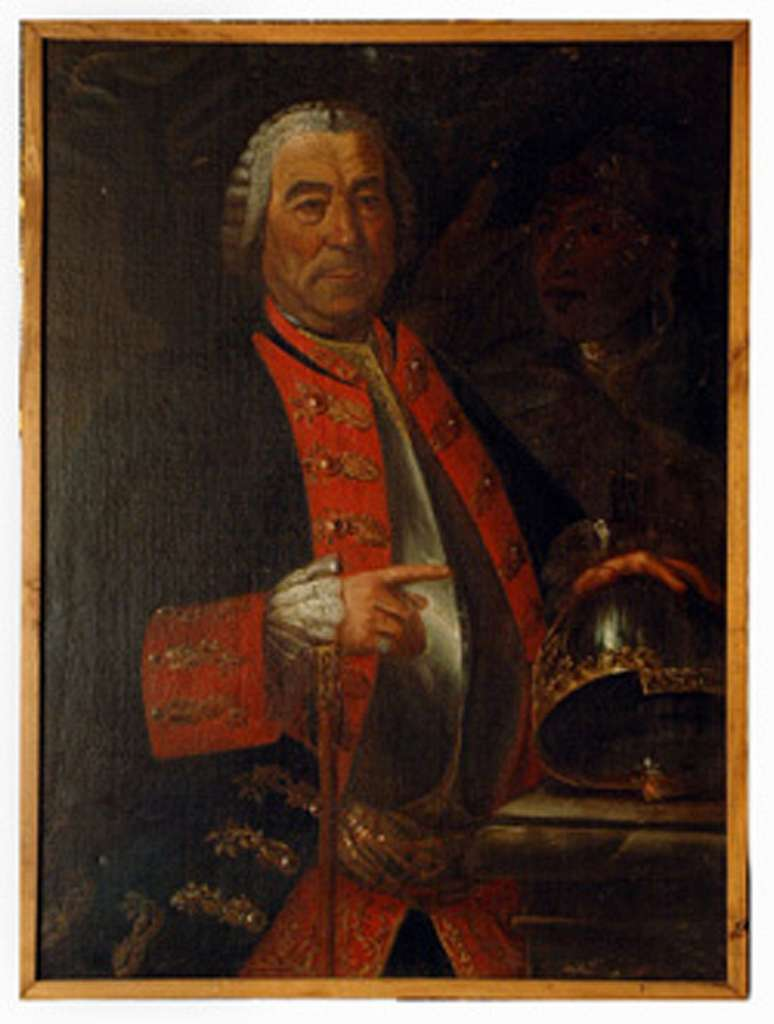
Giuseppe Martínez.

La famiglia Martínez, nella persona di Giuseppe Martínez, arrivò in Italia, nel Regno di Napoli dal Regno di Spagna, al seguito del nuovo Re Carlo Sebastiano di Borbone, nel 1735.
Giuseppe Martínez (soprannominato "Capitan Peppe"), figlio di Antonio Martínez ed Ana Hernandez, nato a Cartagena il 2 aprile 1702, era ufficiale dell'Armada Española, fu prima nominato comandante dei Regi Sciabecchi fino ad arrivare a comandante in capo dell'Armata di Mare di S.M. il Re del Regno di Napoli. Morì, Capitano di Vascello, il 27 marzo 1770, dopo aver brillantemente sostenuto molti combattimenti navali contro i Turchi ottomani, Algerini, Tripolini, Corsari degli Stati barbareschi, etc., di cui era il terrore. Fu ferito 3 volte. Sposato con Agata Gil, ebbe 2 figli: Giovanbattista e Domenico (1732-1819).

## Biografia
Giulio Martínez nasce a Napoli nel 1870 da Gabriele e Carolina De Luca.
Giulio sposò Eleonora Barbensi ed ebbero 4 figli: Emilia (1898-1962), Paolo (1899-1971), Elena (1900-1975), Isabella (1903-1992).
Giulio frequenta l'Università degli Studi di Roma "La Sapienza" dove si laureò in Ingegneria Civile nel 1892 con una laurea sulla "Trazione Elettrica", poi pubblicato dalla Casa Editrice Hoepli di Milano nel 1894.
Imprenditore lungimirante, dette una forte spinta alla nascita dell'industria delle misure italiane.
Nel 1896 acquisì la gestione dei quelle che poi divennero le Officine Galileo.  
Morì a Firenze nel 1957.

## Libri e Pubblicazioni
- "La Trazione Elettrica", Hoepli, Milano, 1894, lavoro di tesi pubblicato
- "La meccanica di precisione", Hoepli, Milano
- "Ottica Elementare", Zanichelli, Bologna, 1929
- "Memorie" (dal 1874 (da 4 anni d'età) fino al 1907, inediti, pubblicati in estratto nel 2000 a cura dell'Ing. Giacomo Franceschini e della Dott.ssa Ortensia Martínez